# Tidskrift för Schack
Tidskrift för Schack (TfS) ist eine Schachzeitschrift, die vom Schwedischen Schachbund herausgegeben wird. Sie enthält Artikel über schwedisches und internationales Schach. Tidskrift för Schack erscheint seit 1895 und ist damit die älteste Schachzeitschrift der nordischen Länder und eine der ältesten noch veröffentlichten Schachzeitschriften der Welt.

## Redakteure, Wirkung
Bekannte Redakteure der Zeitschrift waren der dänische Schachspieler A. C. Rosendahl, Fritz Englund, Ludvig Collijn (Herausgeber ab 1902) und sein Bruder Gustaf, in der Mitte des 20. Jahrhunderts Erik Lundin. Der Schachkomponist Alexander Hildebrand war von 1956 bis 1961 Redakteur der Studienabteilung.
Artikel der Zeitschrift werden auch außerhalb Schwedens in der Schachliteratur und in Enzyklopädien erwähnt. In einer Datenbank der Schachbibliographie der Chess History & Literature Society wurde die Tidskrift för Schack mit über hundert Referenzen berücksichtigt. Die Schwalbe, die deutsche Vereinigung für Problemschach, listet über 2500 in der Tidskrift för Schack veröffentlichte Schachprobleme auf.

## Geschichte
Ein Probeexemplar erschien 1894. Ab 1895 wurde die Zeitschrift von der Kopenhagener Schachvereinigung unter dem Namen Tidsskrift for Skak regelmäßig herausgegeben. Im Jahr 1900 wurde die Zeitschrift vom Nordischen Schachbund (englisch Nordic Chess Federation) übernommen und enthielt Artikel auf Dänisch, Norwegisch und Schwedisch. Seit 1923 ist sie das Organ des Schwedischen Schachbunds. Im Jahr 2009 wurde sie zur Mitgliederzeitschrift des Schachbunds.

### Erscheinungsweise
Die ersten vier Jahre erschien die Zeitschrift wöchentlich. Dann wurde sie zu einer Monatszeitschrift und später wurde sie viele Jahre lang mit zehn Ausgaben pro Jahr veröffentlicht. Seit 2009 erscheint sie viermal im Jahr.